# Corea del Nord
Corea del Nord, oficialment la República Popular Democràtica de Corea (RPDC), és un estat de l'Àsia oriental que ocupa la meitat septentrional de la península de Corea. Limita al nord predominantment amb la Xina, excepte una petita àrea al nord-est, on ho fa amb Rússia; a l'est està banyada per la mar del Japó i a l'oest per la mar Groga. La frontera meridional és amb Corea del Sud, amb la qual va formar un sol estat fins al 1948. La capital és Pyongyang, amb més de tres milions d'habitants, i les ciutats principals són Hamhung, Chongjin i Namp'o, totes amb més de mig milió d'habitants.
Corea del Nord és dirigida per un règim totalitari basat en la ideologia del Juche, una ideologia d'autosuficiència nacional, que es va introduir a la Constitució com una "aplicació creativa del marxisme-leninisme" en 1972. Els mitjans de producció són propietat de l'Estat a través de empreses estatals i granges col·lectivitzades. La majoria dels serveis com la sanitat, l'educació, l'habitatge i la producció d'aliments són subvencionats o finançats per l'Estat.
De 1995 a 1998, Corea del Nord va sofrir una fam que va resultar en la mort de 220.000 persones de manera oficial —encara que, segons algunes organitzacions humanitàries, el número va ser d'entre 600.000 i 3 milions de persones. Corea del Nord continua enfrontant llargs períodes de sequera que amenacen la seva seguretat alimentària. Corea del Nord segueix la política songun, o "militar-primer". És el país amb el major número de personal militar i paramilitar, amb un total de 9.495.000 actius, reserves, i paramilitars. El seu exèrcit en servei actiu d'1.210.000 soldats és el quart més gran en el món, després de la Xina, els Estats Units i l'Índia. A partir del govern de Kim Jong-il, el país ha accelerat el seu programa nuclear i és conegut mundialment pels seus prolífics i continus assajos nuclears.
Corea del Nord és un Estat ateu en el qual ―segons l'organització Portes Obertes― practicar la religió cristiana pot ser castigat amb la mort; tot i això, a Pionyang existeixen cinc esglésies on es practica el cristianisme. És membre de l'Organització de les Nacions Unides des de 1991, així com del Moviment de Països No Alineats i del G77.
Una recerca de l'ONU de 2014 sobre els abusos als drets humans a Corea del Nord va concloure que "la gravetat, l'escala i la naturalesa d'aquestes violacions revelen un estat que no té cap semblança en el món contemporani", i Amnistia Internacional i Human Rights Watch mantenen punts de vista similars. El govern de Corea del Nord nega aquests abusos.

## Història

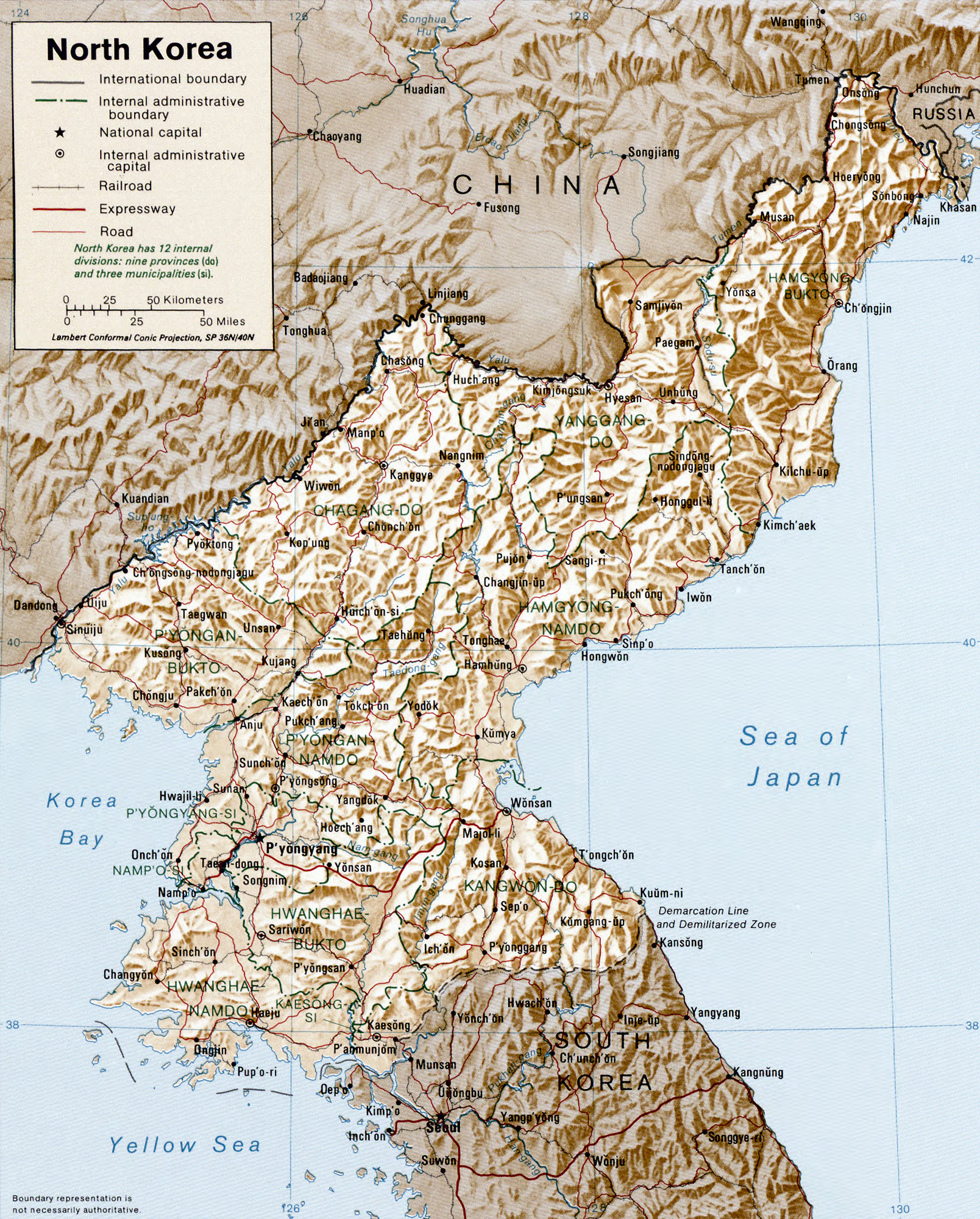
Mapa de 1996

La dominació japonesa sobre Corea va acabar amb la fi de la Segona Guerra Mundial el 1945. Corea va quedar llavors dividida en dues parts pel paral·lel 38: l'URSS va prendre el control de la part nord, i els Estats Units de la part sud. Això va conduir al fet que el 1948 s'establissin dos governs independents, un al nord i l'altre al sud, cadascun reclamant la seva sobirania sobre la totalitat de la península.
Les creixents tensions entre els governs del nord i del sud van desembocar en la Guerra de Corea quan el 25 de juny de 1950 l'exèrcit de Corea del Nord va creuar el paral·lel 38 (que actuava de frontera) i va atacar per la força. La guerra va continuar fins al 27 de juliol de 1953, quan el Comitè de les Nacions Unides, els voluntaris de la República Popular de la Xina i Corea del Nord van signar l'armistici de la Guerra de Corea. Una zona desmilitaritzada va ser establerta per a separar els dos països.
Corea del Nord va ser dirigida des de 1948 per Kim Il-sung fins a la seva mort el 8 de juliol de 1994. Després, el 8 d'octubre de 1997, el seu fill Kim Jong-il va ser nomenat secretari general del Partit dels Treballadors Coreans. L'any 1998 va ser nomenat president de la Comissió Nacional de Defensa i la seva posició fou declarada com "el càrrec més alt de l'Estat". Generalment les relacions internacionals van millorar. Fins i tot va haver-hi una històrica cimera Nord-Sud el juny del 2000. No obstant això, les tensions han tornat a fer-se visibles amb la represa per part de Corea del Nord del seu programa d'armes nuclears.
Durant el mandat de Kim Jong-il a la fi de la dècada dels noranta, l'economia del país va descendir considerablement i l'escassetat de menjar es va fer evident en nombroses àrees. Segons algunes organitzacions d'ajut, un desconegut però gran nombre de persones van morir a conseqüència de la fam, intensificada per un col·lapse en el sistema de distribució de menjar. Nombrosos nord-coreans creuaren il·legalment a la Xina a la recerca de menjar.
Corea del Nord és un dels llocs més aïllats del món, amb severes restriccions en l'entrada i sortida del país. La premsa és controlada per l'Estat, i la ideologia Juche, que consisteix a no dependre dels altres, és la més impulsada pel govern.
El 10 de febrer de 2005 Corea del Nord va declarar que posseïa armes nuclears. Aquest anunci va provocar una gran consternació i peticions de tot el món que anul·lés el seu programa nuclear. El 9 d'octubre de 2006 Corea del Nord va realitzar un assaig nuclear, consistent en una explosió atòmica subterrània. Aquesta prova nuclear va provocar, a través de l'ONU, la condemna unànime de la comunitat internacional.
El desembre del 2011 morí Kim Jong-il en el transcurs d’un viatge oficial. El succeí a la presidència de l'estat i del partit, tal com era previst, el seu fill Kim Jong-un.
Corea del Nord segueix fent proves nuclears: el 25 de març de 2021 va llançar dos míssils balístics.

## Geografia natural
Corea del Nord es troba a la meitat nord, a partir del paral·lel 38, de la península de Corea. Està vorejada per dos mars: a l'oest pel mar de l'Oest (o Mar Groga) i la badia de Corea; i a l'est pel mar de l'Est (o Mar del Japó). La part nord de la península on es troba Corea del Nord té nombroses serralades i muntanyes, separades per valls profundes i estretes. A la costa oest predominen les planes. El punt més alt del país és el pic del Paektu-sant, a 2.774 metres d'altitud sobre el nivell del mar. Entre els rius més importants es troben el Tumen i el Yalu, els quals formen la frontera nord amb Xina.
La ciutat més gran de Corea del Nord és la seva capital, Pyongyang (o P'iŏ*ngyang). Altres ciutats a destacar són: Kaesŏng, al sud; Senseŭiju, al nord-oest; Wŏnsan i Hamhŭng en l'est; i Ch'ŏngjin al nord-est.

### Clima
El clima de Corea del Nord és més fred que el de Corea del Sud. El tipus de clima de Corea del Nord és continental humit amb pluges de tipus monsònic. El clima de Pyongyang amb un total de 934 litres de pluja anual i una temperatura mitjana anual de 10,7 °C, és representatiu del de tot el país:
| Mes                       | gen   | feb  | mar   | abr  | mai  | jun  | jul   | ago   | set   | oct  | nov  | des  |
| Temp. màx. mitj. / °C     | -0,8  | 2,4  | 8,9   | 17,1 | 22,6 | 26,7 | 28,6  | 28,9  | 24,7  | 18,2 | 9,4  | 1,7  |
| Temp. min. mitj. / °C     | -10,7 | -7,8 | - 1,8 | 4,9  | 10,9 | 16,5 | 20,7  | 20,5  | 14,3  | 6,7  | -0,3 | -7,2 |
| Precipitació mitjana / mm | 12,2  | 11,0 | 24,7  | 49,9 | 72,2 | 90,3 | 275,2 | 212,8 | 100,2 | 39,9 | 34,9 | 16,5 |
| Font : Worldweather.org   |       |      |       |      |      |      |       |       |       |      |      |      |

## Govern
Forces armades: 1.127.000 efectius (1993).
Altres forces revolucionàries: 3.800.000 (Guàrdia Vermella de Camperols); 115.000 (Tropes de Seguretat, dependents del Ministeri de Seguretat Pública).

### Divisió administrativa

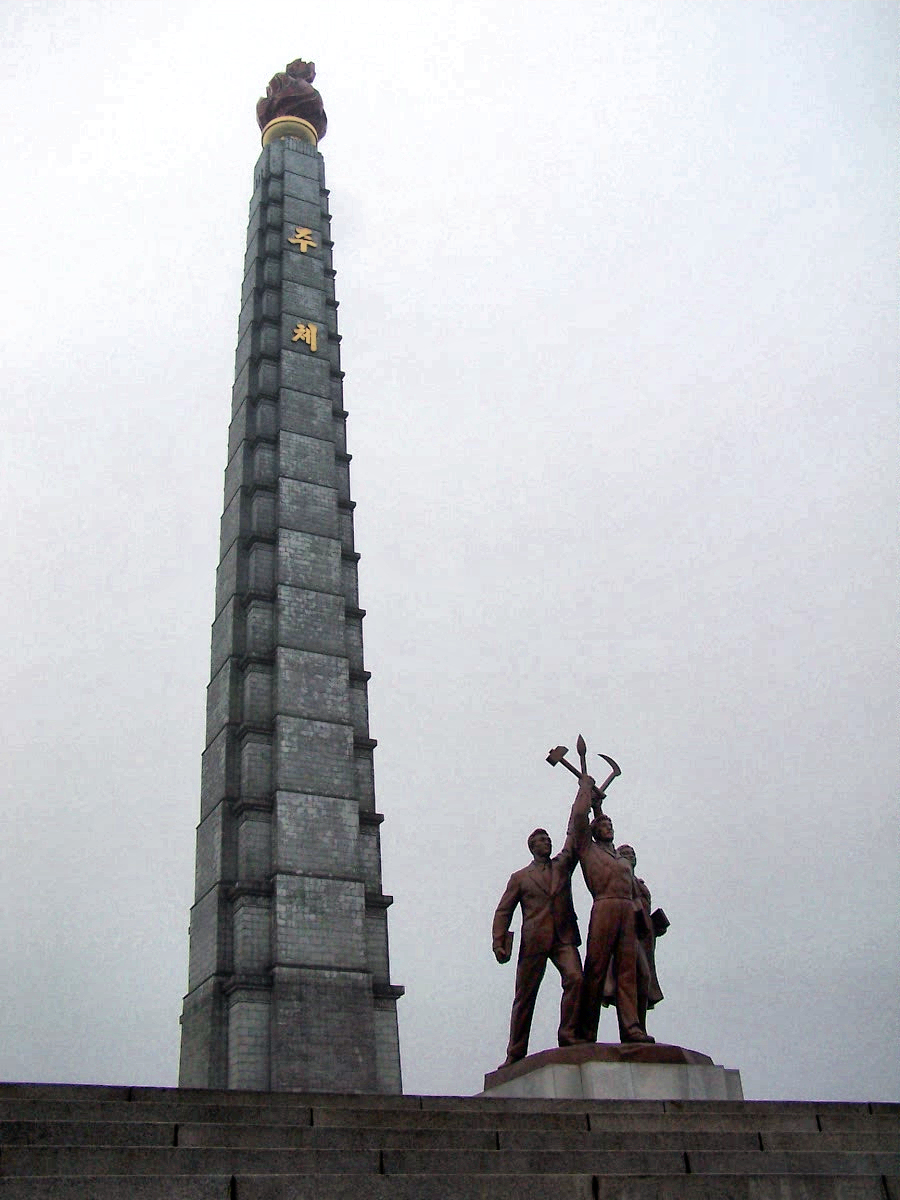
La torre de Juche a Pyongyang

Des del 2005, Corea del Nord es divideix en dues ciutats de govern directe.(Chikhalsi; 직할시; 直轄市), tres regions especials i nou províncies. (Els noms s'han romanitzat d'acord amb el sistema McCune-Reischauer que és l'oficialment utilitzat a Corea del Nord; el redactor de la versió anglesa d'aquest article també va utilitzar els noms del 2003 del mapa de Corea de National Geographic Society.

#### Ciutats de govern directe
- P'yŏngyang (P'iŏngyang Chikhalsi; 평양 직할시; 平壤直轄市)
- Rasŏn (Rajin-Sŏnbong) Chikhalsi (라선 (라진-선봉) 직할시; 羅先 (羅津-先鋒) 直轄市)

#### Regions especials
- Regió Industrial Kaesŏng (Kaesŏng Kong-ŏp Chigu; 개성 공업 지구; 開城工業地區)
- Regió Turística Kŭmgangsan (Kŭmgangsan Kwangwang Chigu; 금강산 관광 지구; 金剛山觀光地區)
- Regió especial administrativa Sinŭiju (Sinŭiju T'ŭkbyŏl Haengjŏnggu; 신의주 특별 행정구; 新義州特別行政區)

#### Províncies
- Chagang (Chagang-do; 자강도; 慈江道)
- Hamgyŏng Nord (Hamgyŏng-pukto; 함경 북도; 咸鏡北道)
- Hamgyŏng Sud (Hamgyŏng-namdo; 함경 남도; 咸鏡南道)
- Hwanghae del Nord (Hwanghae-pukto; 황해 북도; 黃海北道)
- Hwanghae del Sud (Hwanghae-namdo; 황해 남도; 黃海南道)
- Kangwŏn (Kangwŏndo; 강원도; 江原道)
- P'yŏngan Nord (P'iŏngan-pukto; 평안 북도; 平安北道)
- P'yŏngan Sud (P'iŏngan-namdo; 평안 남도; 平安南道)
- Ryanggang (Ryanggang-do; 량강도; 兩江道)

#### Ciutats importants
- Sinuiju
- Kaesong
- Namp'o
- Chongjin
- Wonsan
- Hamhung
- Haeju
- Kanggye
- Hyesan

## Economia
L'economia nord-coreana és de caràcter socialista. La major part d'empreses del país són propietat de l'Estat. Aquest destina un elevat nombre de fons a la indústria pesant, principalment la metal·lúrgica. En l'agricultura destaca el cultiu d'arròs.
Està previst iniciar una obertura econòmica a l'exterior, permetent l'entrada de capital estranger (en la línia de la Xina). El març de 2006 es va organitzar un gran viatge de negocis per a inversors estrangers.

## Demografia
La capital és Pyongyang, amb 3.255.388 habitants. Altres ciutats són Hamhung, 670.000 hab.; Chongjin, 530.000 hab.; Sinudji, 330.000 hab.; Kaesong, 310.000 hab. (1986).
Els coreans del nord i del sud, que probablement són una branca del tronc tungús, van patir amb el pas dels segles influències dels conqueridors xinesos i mongols. En comparació a la majoria dels països asiàtics, crida l'atenció l'homogeneïtat ètnica i cultural: no existeixen minories diferenciades. El govern aplica mesures per garantir aquesta homogeneïtat.

## Cultura

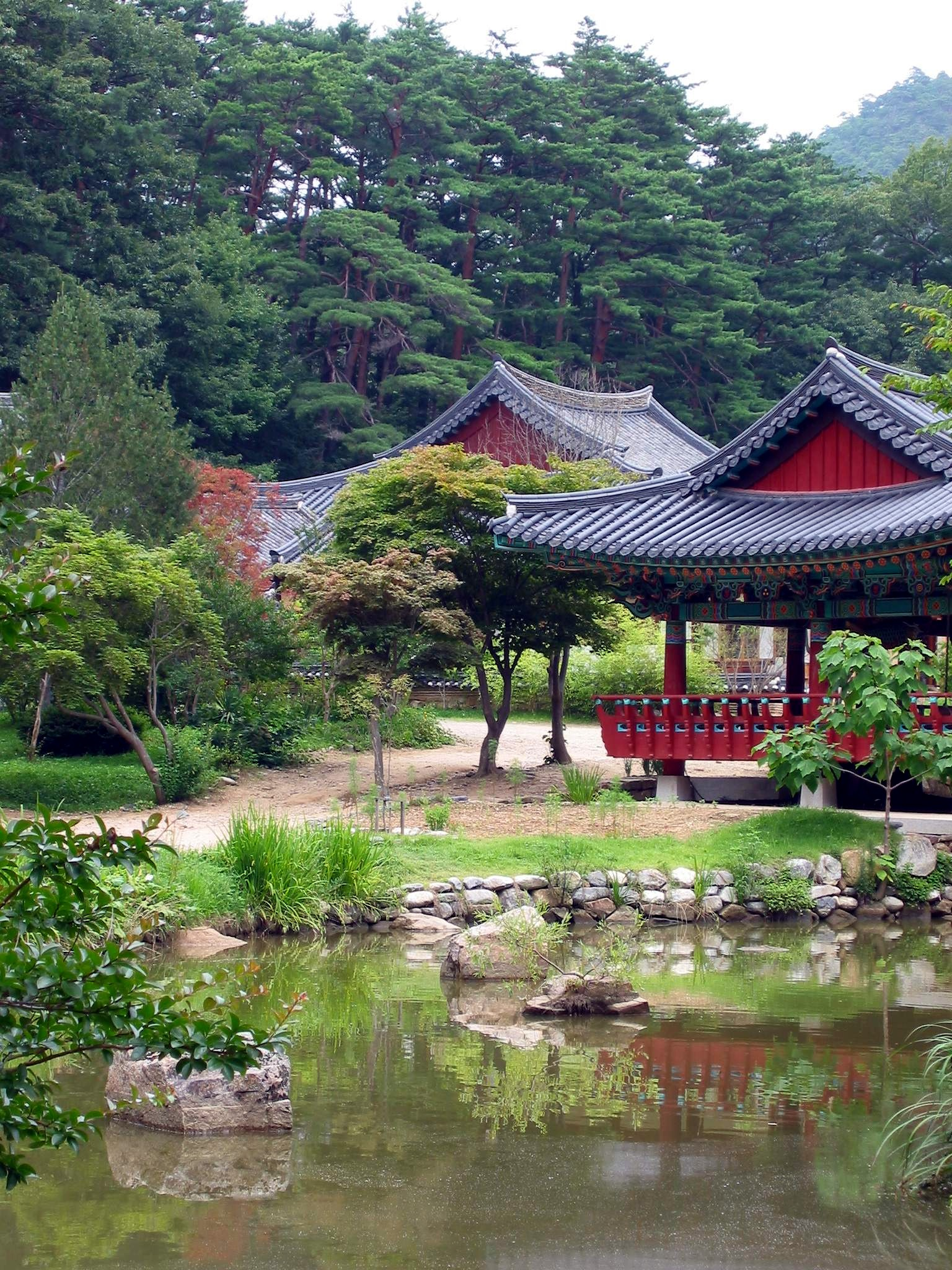
Temple coreà de típica estructura arquitectònica

A Corea del Nord la cultura tradicional és especialment protegida. La llibertat religiosa és un dret constitucional; les més habituals són el budisme, el confucianisme, el chondokio (que combina elements budistes amb cristians), i a les regions interiors, cultes xamànics tradicionals.
La Federació General de Sindicats és l'única central obrera, mentre la Unió de Treballadors Agrícoles uneix els camperols.
Festa nacional: 9 de setembre, dia de la República (1948).

### Esports
Els esports més practicats són el judo i el tennis de taula (la jugadora Kim Hyang va ser subcampiona olímpica a Atenes). També és un esport molt popular el bàsquet, que en aquest país té diverses normes pròpies.